# Grupo Independiente Liberal
El Grupo Independiente Liberal (GIL) fue un partido político de España fundado en 1991 en Marbella por el empresario Jesús Gil y Gil. El GIL cesó su actividad política en 2007 al no poder presentarse a las elecciones municipales de dicho año debido a los numerosos casos de corrupción e irregularidades cometidas por miembros del Ayuntamiento de Marbella, dirigido por esta formación política, como el caso Malaya.
Fue una formación política de carácter populista y personalista que se postulaba como una «tercera vía» entre el Partido Popular y el PSOE. El himno propagandístico del partido era la canción «The Final Countdown» de Europe, conocida en Marbella como «el tiroriro». El gilismo ha sido identificado como representante en España, junto a las experiencias políticas de Mario Conde y José María Ruiz-Mateos, de un populismo reaccionario, además de como un ejemplo de berlusconización de la política española.

## Historia
El 26 de mayo de 1991 consigue, con el 65,68 % de los votos, la mayoría absoluta en las elecciones municipales por Marbella: de un pleno de 25 concejales el GIL obtuvo 19 en los comicios, resultando investido Jesús Gil alcalde de la localidad el 15 de junio de 1991. El grupo renovó mayoría dos veces más —1995 y 1999—, terminándose su último mandato en 2003 con Julián Muñoz como alcalde.
Durante los años de mandato del GIL en Marbella, la gestión del Ayuntamiento se basó en el incumplimiento sistemático de la legislación vigente con la ocultación premeditada de la realidad económica, presupuestaria y contable de ese ayuntamiento, con la permanente obstrucción a los intentos de fiscalización por las distintas instituciones y, en definitiva, con la permanente burla a la legalidad vigente.[cita requerida]
En 1995 obtuvo 19 concejales con 24.718 votos y un 66,30 %. Se presentó en Estepona (50,00 %, 12.c), Istán (38,08 %, 4.c), Casares (31,99 %, 4c.), Manilva (30,56 %,4c.), Monda (34,49 %, 2c.), Ojén (11,60 %, 1c.), Benahavís (10,84 %, 1c.). No obtuvo representación en Coín. Fruto de estos resultados aumentó a tres el número de diputados provinciales, convirtiéndose en determinante para la elección de presidente de la Diputación.
El 17 de abril de 1999, el GIL celebró con un gran despliegue de medios en Estepona el único congreso de su historia, diseñando su estrategia de expansión, consistente en presentar candidaturas únicamente en aquellas localidades de especial interés estratégico por motivos urbanísticos, y en presentarse a las siguientes elecciones generales para intentar que Jesús Gil obtuviera acta de diputado nacional.
En las elecciones municipales de 1999 el partido presentó nueve candidaturas en la provincia de Málaga, y se expandió a distintos municipios costeros de la provincia de Cádiz, así como a las ciudades autónomas de Ceuta y Melilla. Obtuvo un total de 87 743 votos y 93 concejales.
En la ciudad de Marbella, Jesús Gil, aún perdiendo cuatro concejales, revalidó su mayoría absoluta con un 52,95 % de los votos y quince concejales.
En el resto de municipios malagueños obtuvo representación en Estepona (40,04 %, 9c.), Ronda (35,75 %, 8c.), Casares (39,18 %, 5c.), Manilva (34,70 %,5c.), Mijas (16,92 %, 4c.), Fuengirola (13,90 %, 3c.), Benahavís (14,38 %, 1c.), Benalmádena (7,02 %, 1c.). Ninguna de sus nueve candidaturas quedó sin representación.
En la provincia de Cádiz obtuvo representación en La Línea (57,27 %, 17c.) y San Roque (27,53 %, 6c.).
Así mismo el GIL gobernó la ciudad autónoma de Ceuta entre 1999 y 2001, con Antonio Sampietro como alcalde-presidente.
Otras localidades gobernadas por el GIL fueron: Barbate, San Roque, Chipiona, La Línea de la Concepción, Estepona, Ronda, Casares y Manilva.
En las elecciones generales del año 2000, Jesús Gil presentó una candidatura al Congreso de los Diputados obteniendo la lista del GIL 72 162 sufragios a nivel nacional —la mayoría de ellos considerados «voto-protesta» contra el bipartidismo vigente en España—.[cita requerida]
A destacar también que a finales de 2005 el Ministerio de Trabajo y Asuntos Sociales informó que los ayuntamientos gobernados en su día por el GIL acumulaban aproximadamente la mitad de la deuda municipal con la Seguridad Social y Hacienda de toda España.
El litoral de Málaga, especialmente los municipios bajo su influencia política y económica, se convirtieron durante los gobiernos de GIL en una discreta residencia de mafiosos británicos, italianos y rusos, además de convertirse en refugio de exiliados fascistas, como Otto Remer o León Degrelle, que intentaban evitar la extradición a sus países de origen.

## Resultados electorales

### Ayuntamiento deMarbella
| Elección | Candidato    | Votos       | Porcentaje | Representantes | +/-         | Resultado            |
| 1991     | Jesús Gil    | 20 531 (1º) | 65,68 %    | 19/25          |             | Gobierno mayoritario |
| 1995     | Jesús Gil    | 24 718 (1º) | 65,58 %    | 19/25          | Sin cambios | Gobierno mayoritario |
| 1999     | Jesús Gil    | 21 971 (1º) | 52,30 %    | 15/25          | 4           | Gobierno mayoritario |
| 2003     | Julián Muñoz | 21 978 (1º) | 47,09 %    | 15/27          | Sin cambios | Gobierno mayoritario |

### Ciudad Autónoma deCeuta
| Elección | Candidato         | Votos       | Porcentaje | Representantes | Resultado                       |
| 1999     | Antonio Sampietro | 12 721 (1º) | 38,62 %    | 12/25          | Oposición (1999)                |
| 1999     | Antonio Sampietro | 12 721 (1º) | 38,62 %    | 12/25          | Gobierno en minoría (1999-2001) |
| 1999     | Antonio Sampietro | 12 721 (1º) | 38,62 %    | 12/25          | Oposición (2001-2003)           |

### Ciudad Autónoma deMelilla
| Elección | Candidato      | Votos      | Porcentaje | Representantes | Resultado |
| 1999     | Crispín Lozano | 7 402 (1º) | 25,93 %    | 7/25           | Oposición |

## Miembros destacados
- Jesús Gil y Gil
- Julián Felipe Muñoz Palomo
- Jesús Gil Marín —Alcalde de Estepona—
- Tomás Reñones Crego
- Marisol Yagüe Reyes
- Pedro Román —Vicealcalde Primero de Marbella—
- Antonio Sampietro — Alcalde-Presidente de Ceuta—
- Juan Antonio Roca —Asesor de Urbanismo de Marbella—
- Juan Carlos Juárez —Alcalde de La Línea de la Concepción—
- Francisco Herrera —Alcalde de Casares—
- José Mena Oliva —Alcalde de Manilva—